# Bahnstrecke Lovosice–Libochovice
| |                      |                                                      |                                                      |
| Kursbuchstrecke (SŽ): | 114                  |                                                      |                                                      |
| Streckenlänge: | 13,731 km            |                                                      |                                                      |
| Spurweite: | 1435 mm (Normalspur) |                                                      |                                                      |
| Streckenklasse: | C2                   |                                                      |                                                      |
| Streckengeschwindigkeit: | 100 km/h             |                                                      |                                                      |
| |                      |                                                      |                                                      |
| \| \| \| von Liberec (vorm. ATE) \| \| \| \| \| von Praha Masarykovo n. (vorm. StEG) \| \| \| \| 0,000 \| Lovosice früher Lobositz \| Lovosice früher Lobositz \| \| \| \| nach Děčín hl. n. (vorm. StEG) \| \| \| \| \| nach Řetenice (vorm. ATE) \| \| \| \| 1,986 \| vlečka Fruta \| vlečka Fruta \| \| \| 2,065 \| Sulejovice früher Sullowitz \| Sulejovice früher Sullowitz \| \| \| 3,220 \| vlečka cementárna Čížkovice \| vlečka cementárna Čížkovice \| \| \| 4,023 \| Čížkovice früher Tschischkowitz \| Čížkovice früher Tschischkowitz \| \| \| \| nach Obrnice (vorm. Brüx-Lobositzer Verbindungsbahn) \| \| \| \| 6,109 \| Úpohlavy \| Úpohlavy \| \| \| 9,902 \| Chotěšov pod Hazmburkem \| Chotěšov pod Hazmburkem \| \| \| 11,459 \| Slatina pod Hazmburkem \| Slatina pod Hazmburkem \| \| \| \| von Vraňany (vorm. LB Libochowitz–Jenschowitz) \| \| \| \| 13,731 \| Libochovice \| Libochovice \| \| \| \| nach Louny (vorm. LB Laun–Libochowitz) \| \| \| \| \| \| \| \| Quellen: [1] \| \| \| \| |                      |                                                      |                                                      |
| Strecke |                      | von Liberec (vorm. ATE)                              | von Liberec (vorm. ATE)                              |
| Abzweig geradeaus und von links |                      | von Praha Masarykovo n. (vorm. StEG)                 | von Praha Masarykovo n. (vorm. StEG)                 |
| Bahnhof | 0,000                | Lovosice früher Lobositz                             | Lovosice früher Lobositz                             |
| Abzweig geradeaus und nach rechts |                      | nach Děčín hl. n. (vorm. StEG)                       | nach Děčín hl. n. (vorm. StEG)                       |
| Abzweig geradeaus und nach rechts |                      | nach Řetenice (vorm. ATE)                            | nach Řetenice (vorm. ATE)                            |
| Abzweig geradeaus und von links | 1,986                | vlečka Fruta                                         | vlečka Fruta                                         |
| Haltepunkt / Haltestelle | 2,065                | Sulejovice früher Sullowitz                          | Sulejovice früher Sullowitz                          |
| Abzweig geradeaus und nach links | 3,220                | vlečka cementárna Čížkovice                          | vlečka cementárna Čížkovice                          |
| Bahnhof | 4,023                | Čížkovice früher Tschischkowitz                      | Čížkovice früher Tschischkowitz                      |
| Abzweig geradeaus und nach rechts |                      | nach Obrnice (vorm. Brüx-Lobositzer Verbindungsbahn) | nach Obrnice (vorm. Brüx-Lobositzer Verbindungsbahn) |
| Haltepunkt / Haltestelle | 6,109                | Úpohlavy                                             | Úpohlavy                                             |
| Haltepunkt / Haltestelle | 9,902                | Chotěšov pod Hazmburkem                              | Chotěšov pod Hazmburkem                              |
| Haltepunkt / Haltestelle | 11,459               | Slatina pod Hazmburkem                               | Slatina pod Hazmburkem                               |
| Abzweig geradeaus und von links |                      | von Vraňany (vorm. LB Libochowitz–Jenschowitz)       | von Vraňany (vorm. LB Libochowitz–Jenschowitz)       |
| Bahnhof | 13,731               | Libochovice                                          | Libochovice                                          |
| Strecke |                      | nach Louny (vorm. LB Laun–Libochowitz)               | nach Louny (vorm. LB Laun–Libochowitz)               |
| |                      |                                                      |                                                      |
| Quellen: |                      |                                                      |                                                      |

Die Bahnstrecke Lovosice–Libochovice ist eine regionale Eisenbahnverbindung in Tschechien, die ursprünglich durch die Österreichisch-ungarische Staatseisenbahngesellschaft (StEG) als staatlich garantierte Lokalbahn errichtet und betrieben wurde. Sie verläuft von Lovosice (Lobositz) über Čížkovice (Tschischkowitz) nach Libochovice.
Nach einem Erlass der tschechischen Regierung ist die Strecke seit dem 20. Dezember 1995 als regionale Bahn („regionální dráha“) klassifiziert.

## Geschichte

### Vorgeschichte und Bau
Die Lokalbahn Lobositz–Libochowitz entstand auf Initiative der Zuckerfabriken Gebrüder Tschinkel in Lobositz, der Schwarzenberg in Sullowitz und Herberstein in Libochowitz. Ein erstes Projekt für die Strecke stellte die Österreichischen Lokaleisenbahngesellschaft (ÖLEG) im März 1880 vor. Die Konzession für die neue Lokalbahn wurde jedoch am 21. September 1881 der StEG erteilt.
Die Prager Baufirma Kruliš und Zelenka übernahm die Bauarbeiten und stellte die Lokalbahn in einem Jahr Bauzeit fertig. Am 22. November 1882 wurde die Strecke eröffnet. In Lobositz befand sich das kleine Depot der Bahn.

### Streckenerweiterungen
Am 19. November 1898 wurde die in Tschischkowitz abzweigende Brüx-Lobositzer Verbindungsbahn nach Obernitz (heute: Obrnice) eröffnet. Die Strecke besteht noch, wird aber seit Dezember 2007 nicht mehr fahrplanmäßig befahren.
Libochovice war ab dem 12. Juni 1907 Endpunkt der Lokalbahn Libochowitz–Jenschowitz von Vraňany. Der zuletzt unbedeutende Reisezugverkehr auf dieser Strecke wurde am 10. Dezember 2006 eingestellt.

### Betrieb

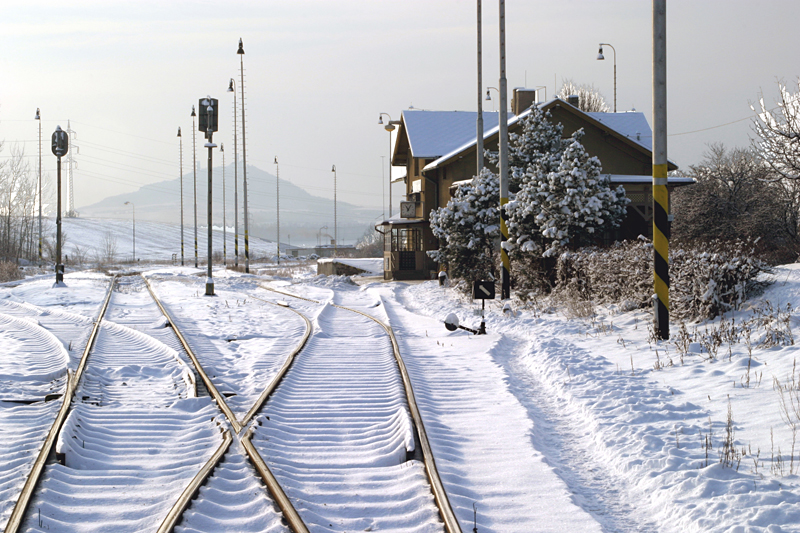
Bahnhof Čížkovice (2006)

Den Betrieb der Lokalbahn Lobositz–Libochowitz führte zunächst die Staats-Eisenbahn-Gesellschaft StEG aus, bis diese 1909 verstaatlicht wurde. Sie wurde fortan von den k.k. Staatsbahnen (kkStB) betrieben.
Nach der Gründung der Tschechoslowakei ging die Strecke an die neu gegründeten Tschechoslowakischen Staatsbahnen ČSD über.
Nach dem Anschluss des Sudetenlandes an Deutschland im Herbst 1938 kam der im Sudetenland gelegene Streckenabschnitt Lobositz–Tschischkowitz zur Deutschen Reichsbahn und wurde von der Reichsbahndirektion Dresden betrieben. Nach 1945 gelangte die Gesamtstrecke wieder zur ČSD.
Am 1. Januar 1993 ging die Strecke im Zuge der Auflösung der Tschechoslowakei an die neu gegründeten České dráhy (ČD) über. Seit 2003 gehört sie zum Netz des staatlichen Infrastrukturbetreibers Správa železniční dopravní cesty (SŽDC).
Der Fahrplan 2006/2007 verzeichnete neun Reisezugpaare an Werktagen, die in einem angenäherten Zweistundentakt verkehrten. Im Güterverkehr werden heute keine größeren Verkehrsleistungen mehr erbracht. Der wichtigste Güterkunde an der Strecke ist heute die Zementfabrik in Čížkovice (Cementárna Čížkovice, heute: Lafarge Cement), welche über eine eigene Anschlussbahn verfügt.
Ab September 2017 plante der Streckenbetreiber SŽDC eine umfassende Modernisierung der Strecke. Neben den Gleisanlagen wurden auch die Leit- und Sicherungstechnik, die Wegübergänge und die Betriebsstellen vollständig umgebaut und erneuert. Nach Abschluss der Arbeiten Ende Oktober 2019 wird die Streckengeschwindigkeit durchgängig 100 km/h betragen.
Die Elektrifizierung der Strecke ist im Rahmen der Dekarbonisierung des Eisenbahnbetriebs bis 2032 vorgesehen.

## Fahrzeugeinsatz

StEG IVc (kkStB 195)

Für die Lokalbahn Lobositz–Libochowitz beschaffte die StEG dreifach gekuppelte Tenderlokomotiven der Reihe IVc, welche später von den kkStB als Reihe 195 eingeordnet wurde (ČSD 300.4).
Im Reisezugverkehr kamen unter anderem die ab Ende der 70er Jahre in Dienst gestellten Triebwagen der Baureihe 810 (ČSD-Baureihe M 152.0) zum Einsatz.
Seit einigen Jahren kommen ausschließlich Triebwagen der Baureihe 814 (RegioNova) zum Einsatz, die teilweise als durchgängige Züge von Ceska Lipa über Louny bis  Postoloprty verkehren.